# Георгиевский, Иван Васильевич (медик)
Иван Васильевич Георгиевский (1791 — 1844 или 1845) — русский медик, доктор медицины; статский советник.

## Биография
Происходил из духовного звания.
Ещё студентом Московского университета Георгиевский служил прозектором анатомии, окончил курс в 1812 году кандидатом и для практики был командирован в Московский и Касимовский временные госпитали развёрнутые в ходе Отечественной войны, а затем в госпитали, расположенные в Смоленской губернии.
В 1813 году произведён в лекари и определён в Московский университет на должность прозектора. После публичного экзамена на степень доктора медицины, произведённого при членах Медицинской конторы 9 января 1815 года; защищал диссертацию 26 января 1816 года.
Пролежав около года в студенческой больнице, в 1826 году он был уволен по прошению от прозекторской должности; в 1827 году был репетитором в Московском военном госпитале, затем поступил врачом в Московское коммерческое училище, где и прошла вся его остальная служба. В статские советники был произведён 31 июля 1842 года.
Имел трёх дочерей (Надежда, Вера, Любовь) и трёх сыновей (Василий, Дмитрий, Александр).

## Избранная библиография
- De aneurismate, adnexis tribus observationibus. Diss. M. D. — Москва, 1816.
- Афоризмы, или Главные основания физиологии, патологии и терапии, предложенные профессором Бруссе; перевод с французского. — М., 1824.
- Сергиевские (Бугурусланского уезда) минеральные воды по собственным 5-летним наблюдениям // «Вестник естественных наук и медицины». — 1829, II. — С. 453—470.
- О мокротной лихорадке // «Вестник естественных наук и медицины». — 1831, II. — С. 138—164.